# Amitai Marmorstein
Amitai Marmorstein (hebräisch אבן שיש אמיתי,* 1985 oder 1986 in Jerusalem, Israel) ist ein kanadischer Theater- und Filmschauspieler sowie Synchronsprecher. Er verkörpert vor allem Teenager.

## Leben
Der Jude Marmorstein wurde in Jerusalem als Sohn eines Rabbiners geboren. Später zog die Familie nach Vancouver, als er neun Jahre alt war auf die Insel Saltspring Island, wo er aufwuchs. Während seiner dortigen Schulzeit war er Mitglied der Theatergruppe. 2007 absolvierte er die University of Victoria. Anschließend begann er auf verschiedenen kanadischen und US-amerikanischen Bühnen zu spielen.
Seit 2009 tritt er auch als Schauspieler für Film- und Fernsehproduktionen in Erscheinung. Er begann mit Episodenrollen in den Fernsehserien Fringe – Grenzfälle des FBI und Supernatural. Erste Nebenrollen in Spielfilmen hatte er 2010 in Cats & Dogs: Die Rache der Kitty Kahlohr oder auch 2011 in 50/50 – Freunde fürs (Über)Leben und Snowmageddon – Hölle aus Eis und Feuer. Eine größere Rolle übernahm er 2013 im Fernsehfilm Die neue Prophezeiung der Maya. Größere Serienrollen hatte er 2017 in Dirk Gentlys holistische Detektei als Lieutenant Assistent oder 2019 in der Mini-Serie Unspeakable als Paul Kirpatrick.

## Filmografie (Auswahl)
- 2009: Fringe – Grenzfälle des FBI (Fringe, Fernsehserie, Episode 2x04)
- 2009: Supernatural (Fernsehserie, Episode 5x09)
- 2010: Cats & Dogs: Die Rache der Kitty Kahlohr (Cats & Dogs: The Revenge of Kitty Galore)
- 2011: Smallville (Fernsehserie, Episode 10x13)
- 2011: Sunflower Hour
- 2011: 50/50 – Freunde fürs (Über)Leben (50/50)
- 2011: Donovan’s Echo
- 2011: Snowmageddon – Hölle aus Eis und Feuer (Snowmageddon, Fernsehfilm)
- 2011: Supernatural (Fernsehserie, Episode 6x15)
- 2012: Goodnight for Justice (Miniserie, Episode 1x02)
- 2012: Psych (Fernsehserie, Episode 6x15)
- 2012: Gregs Tagebuch 3 – Ich war’s nicht! (Diary of a Wimpy Kid: Dog Days)
- 2012: The Wishing Tree (Fernsehfilm)
- 2013: Die neue Prophezeiung der Maya (End of the World, Fernsehfilm)
- 2013: Delete (Miniserie, 2 Episoden)
- 2013: When I Saw You (Kurzfilm)
- 2014: Primary
- 2014: Infect Me Not (Kurzfilm)
- 2014: The Memory Book (Fernsehfilm)
- 2014: A Tremendous Heist (Kurzfilm)
- 2015: Backstrom (Fernsehserie, Episode 1x07)
- 2015: The Driftless Area – Nichts ist wie es scheint (The Driftless Area)
- 2015: Payment (Kurzfilm)
- 2015: Weihnachten Undercover (Debbie Macomber’s Dashing Through the Snow, Fernsehfilm)
- 2016: The Magicians (Fernsehserie, 2 Episoden)
- 2016: Die Nacht der verrückten Abenteuer (Adventures in Babysitting, Fernsehfilm)
- 2016: Wayward Pines (Fernsehserie, 6 Episoden)
- 2017: Rufus 2 (Fernsehfilm)
- 2017: Power Rangers
- 2017: Rogue (Fernsehserie, Episode 4x02)
- 2017: The Cannon
- 2017: Ein Cop und ein Halber: Eine neue Rekrutin (Cop and a Half: New Recruit)
- 2017: Killing Gunther
- 2017: The Flash (Fernsehserie, Episode 4x03)
- 2017: Prodigals
- 2017: Dirk Gentlys holistische Detektei (Dirk Gently’s Holistic Detective Agency, Fernsehserie, 6 Episoden)
- 2018: Altered Carbon – Das Unsterblichkeitsprogramm (Altered Carbon, Fernsehserie, Episode 1x01)
- 2018: Zwischenstation (Boundaries)
- 2018: The Good Doctor (Fernsehserie, Episode 2x03)
- 2018: Supernatural (Fernsehserie, Episode 14x06)
- 2019: Unspeakable (Miniserie, 6 Episoden)
- 2019: Legends of Tomorrow (Fernsehserie, Episode 4x13)
- 2019: Noelle
- 2020: Upside-Down Magic – Magie steht Kopf (Upside-Down Magic, Fernsehfilm)
- 2020: Liebe garantiert (Love, Guaranteed)
- 2021: One Perfect Wedding (Fernsehfilm)
- 2021: Schmigadoon! (Fernsehserie, 5 Episoden)
- 2021: Batwoman (Fernsehserie, Episode 3x01)
- 2021: Lost in Space – Verschollen zwischen fremden Welten (Lost in Space, Fernsehserie, 2 Episoden)
- 2021: Eight Gifts of Hanukkah (Fernsehfilm)
- 2021–2022: Family Law (Fernsehserie, 2 Episoden)

## Synchronisation (Auswahl)
2010–2011: Der kleine Prinz (Le petit Prince) (Animationsserie, 2 Episoden)